# Matthew Hatton
Matthew James Hatton (* 15. Mai 1981 in Stockport, Greater Manchester) ist ein britischer Profiboxer und ehemaliger Europameister der EBU im Weltergewicht.
Er ist der jüngere Bruder des mehrfachen Boxweltmeisters Ricky Hatton.

## Werdegang
Er begann im Alter von zwölf Jahren mit dem Boxsport, bestritt nur 22 Amateurkämpfe und wechselte im Jahr 2000, im Alter von 19 Jahren ins Profilager. Bis Ende 2006 bestritt er 33 Kämpfe vorwiegend gegen Aufbaugegner, dabei erlitt er nur eine Punkt- eine t.K.o.- und eine Disqualifikationsniederlage.
Am 20. Januar 2007 gewann er den Internationalen Meistertitel der IBF, durch einen vorzeitigen Sieg gegen den US-Amerikaner Frank Houghtaling. Diesem folgte fünf Monate später der Interkontinentale Meistertitel der IBF durch einstimmigen Punktsieg gegen Edwin Vazquez aus Puerto Rico. Beim Kampf um die Commonwealth-Meisterschaft im Mai 2008, verlor er jedoch nach Punkten gegen Craig Watson.
Durch einen t.K.o.-Sieg gegen Ted Bami (Bilanz: 26 Siege – 4 Niederlagen) aus dem Kongo, erhielt er am 13. November 2009 eine WM-Titelchance der IBO gegen den Australier Lovemore N’dou (47-11), gegen den er jedoch über zwölf Runden nur ein Unentschieden erreichte. Dafür gewann er am 26. März 2010 durch einstimmigen Punktesieg gegen Gianluca Branco (43-2), den Europameistertitel der EBU und verteidigte ihn noch im selben Jahr gegen Juri Nuschnenko (30-1) aus der Ukraine und Roberto Belge (25-0) aus der Schweiz.
Am 5. März 2011 boxte er daraufhin um den Weltmeistertitel der WBC gegen den mexikanischen Titelträger Saúl Álvarez (35-0), musste sich diesem jedoch nach Punkten geschlagen geben. Nach einem Sieg gegen Andrei Abramenka (15-0), verlor er ebenfalls nach Punkten gegen Kell Brook (26-0).
Einen erneuten IBO-WM-Kampf im März 2013, verlor er gegen den Südafrikaner Chris van Heerden (18-1).